# Gurlan
Gurlan – osiedle typu miejskiego w Uzbekistanie, w wilajecie chorezmijskim. W 2007 r. miasto to zamieszkiwało 28 318 osób.